# Strahlteiler

Schematische Darstellung eines Strahlteilerwürfels:
1 – Einfallendes Licht
2 – 50 Prozent durchgelassenes Licht
3 – 50 Prozent reflektiertes Licht

Ein Strahlteiler ist ein optisches Bauelement, das einen einzelnen Lichtstrahl in zwei Teilstrahlen trennt. Durch diese Eigenschaft wird der Strahlteiler unter anderem zum zentralen Bauelement unterschiedlicher Interferometertypen. Ferner finden sich Strahlteiler u. a. in Binokular-Aufsätzen, bei optischer Entfernungsmessung, in Justierlasern oder in Laserteleskopen der Satellitengeodäsie.

## Bauformen
Ein sehr einfacher Strahlteiler ist eine Glasscheibe, die in einem Winkel von 45° in den Strahlengang eingebracht wird. Ein Teil des Lichts wird an der Oberfläche der Scheibe im Winkel von 90° reflektiert, ein weiterer Teil durchdringt die Scheibe. Durch Aufbringung einer geeigneten teilreflektierenden Beschichtung auf die Oberfläche der Scheibe kann der Strahl auf diese Weise in zwei Strahlen gleicher Intensität geteilt werden (halbdurchlässiger Spiegel). Durch die Verwendung dichroitischer Spiegel als Strahlteiler ist es möglich, das eingehende Licht gezielt nach definierten Wellenlängenbereichen bzw. Farbkanälen aufzuteilen. Diese kommen u. a. bei Fluoreszenzmikroskopen, LCD-Projektoren und bildgebenden Spektrometern zum Einsatz.
In seiner verbreiteten Form besteht ein Strahlteiler aus zwei Prismen, die an ihrer Basis (z. B. mit Kanadabalsam) zusammengekittet werden. Das Prinzip, nach dem ein Strahlteilerwürfel funktioniert, ist die verhinderte Totalreflexion. Das Teilungsverhältnis (englisch split ratio) ist daher abhängig von der Wellenlänge des Lichts. Die Dicke der Harzschicht bestimmt das Verhältnis, mit dem der einfallende Lichtstrahl geteilt wird. Ein aus einzelnen Prismen zusammengesetzter Strahlteilerwürfel, der das eingehende Licht in zwei Wellenlängenbereiche bzw. Farbkanäle aufteilen kann, wird als dichroitisches Prisma bezeichnet. Werden zwei dichroitische Prismen an der Basis verbunden, von denen eine Basis dichroitisch beschichtet ist, erhält man ein trichroitisches Prisma, das zwei Farbkanäle im 90° und 270°-Winkel reflektiert und einen transmittiert. Strahlteilerwürfel bieten den Vorteil, dass die optische Weglänge für die ausgehenden Strahlen gleich ist und es nicht zu einem Strahlversatz des transmittierten Lichtes wie bei Planplatten kommt.
Polka-Dot-Strahlteiler erreichen im Gegensatz zu teilreflektierenden Spiegeln oder dichroitischen Filtern die Strahlteilung durch ein definiertes Muster einer reflektiven Beschichtung (Oberflächenspiegel, englisch first-surface mirror) auf einem dünnen Glassubstrat, das z. B. durch Sputtern aufgebracht wird. Das Teilungsverhältnis wird hierbei über das Flächenverhältnis aus beschichteter und unbeschichteter Oberfläche bestimmt. Ihre Vorteile bestehen darin, dass ihr Teilungsverhältnis unabhängig von der Wellenlänge ist und keine nennenswerte Divergenz durch Brechung auftritt. Nachteilig ist, dass der Strahldurchmesser bzw. die Strahlquerschnittsfläche einer Lichtquelle immer zur Dimensionierung des Musters passen muss. Bei Lasern mit geringen Strahldurchmessern < 100 µm, ist eine reproduzierbare Strahlteilung mit einem „groben“ Punktmuster unmöglich. Außerdem ist ihre Anwendung für bildgebende Mess- oder Projektionsverfahren stark eingeschränkt. Polka-Dot-Strahlteiler lassen sich u. a. in (Spektral-)Photometern finden, bei denen ein breiter Strahl (z. B. einer Lichtquelle) auf verschiedene (Referenz-)Photodetektoren aufgeteilt werden soll.
Neben nicht-polarisierenden Strahlteilern gibt es auch polarisierende Strahlteiler (auch Polwürfel genannt). Das Teilungsverhältnis wird hier durch den Polarisationswinkel des eintretenden Lichts bestimmt. Anwendung finden Polwürfel in der Lasertechnik um genaue Teilungsverhältnisse einzustellen. Umgekehrt können zwei polarisierte Lichtstrahlen miteinander vereint werden.

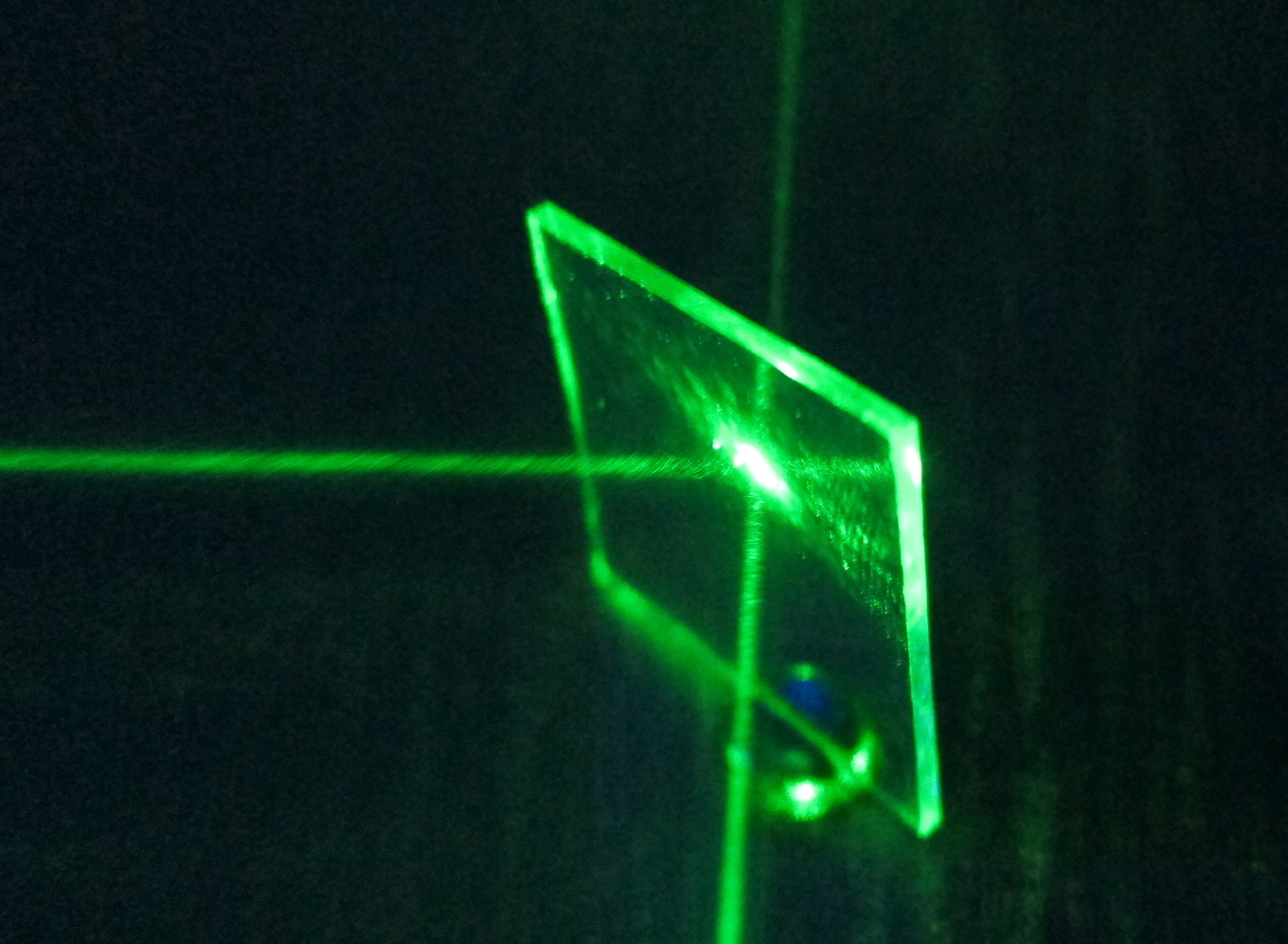
Strahlengang eines Lasers durch einen teildurchlässigen Spiegel (80:20 Split Ratio)
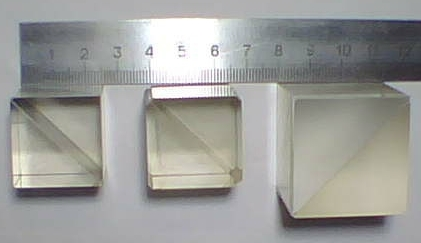
Strahlteilerwürfel
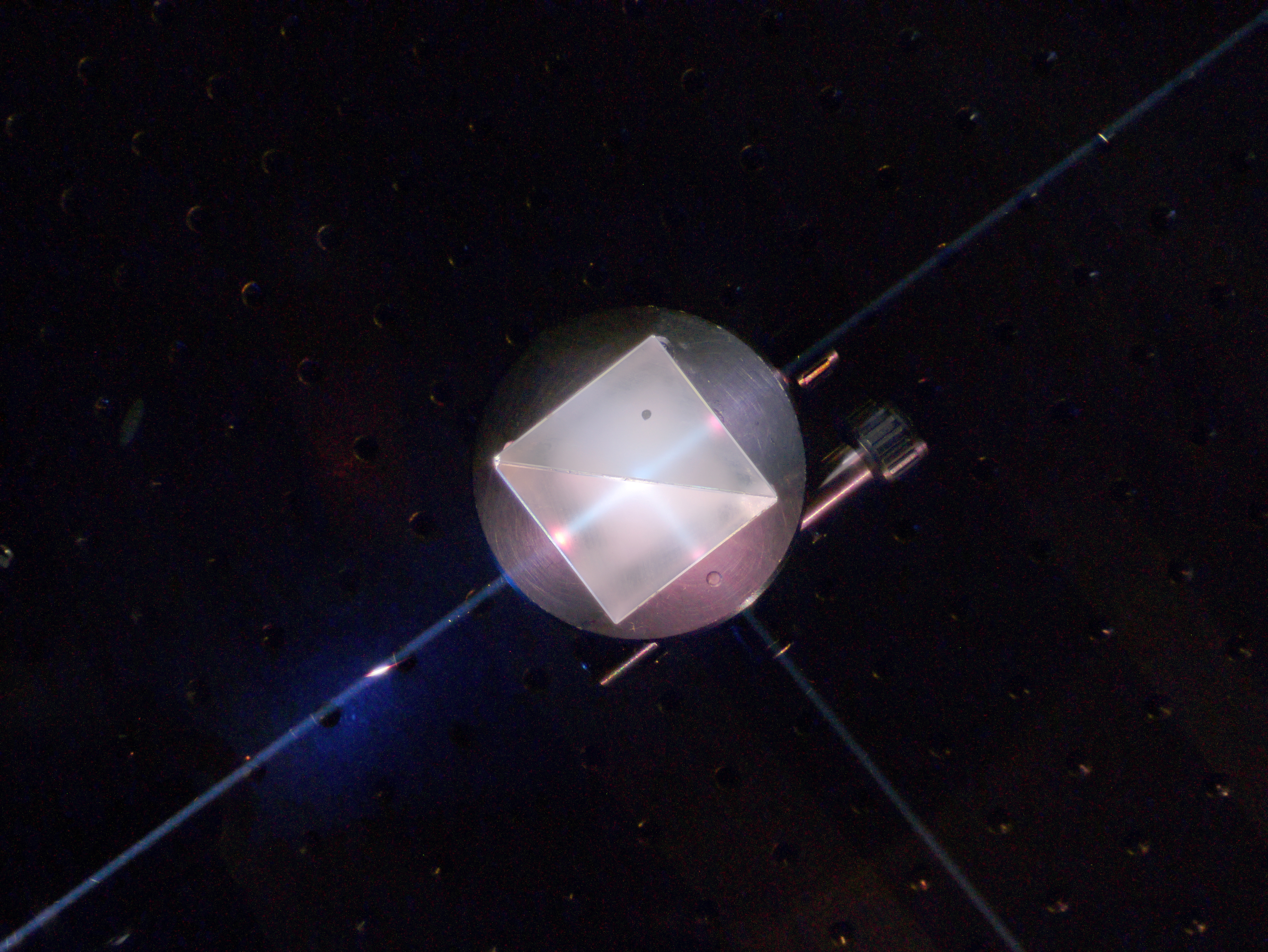
Strahlengang durch einen Strahlteilerwürfel
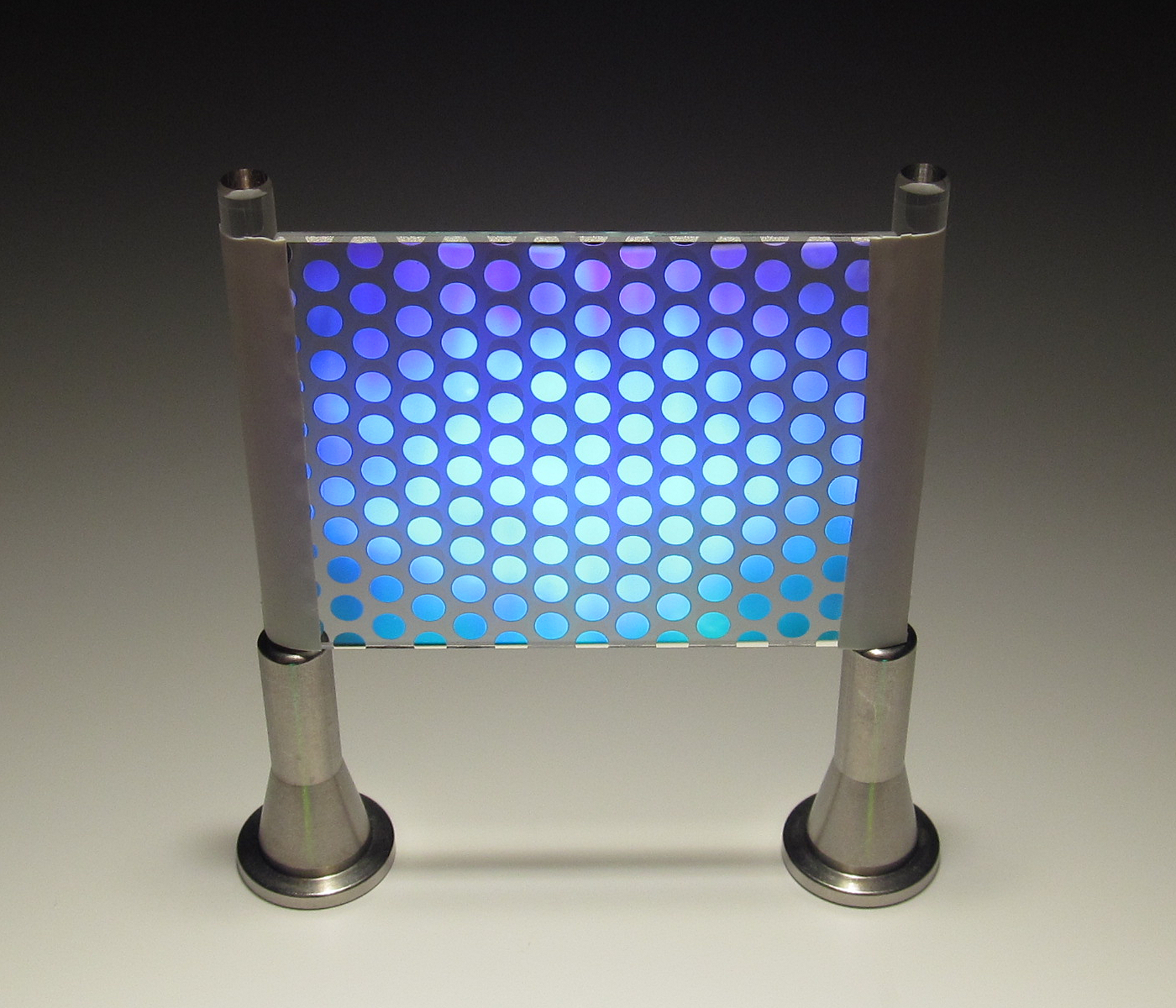
Polka-Dot-Strahlteiler mit (40:60 Split Ratio)
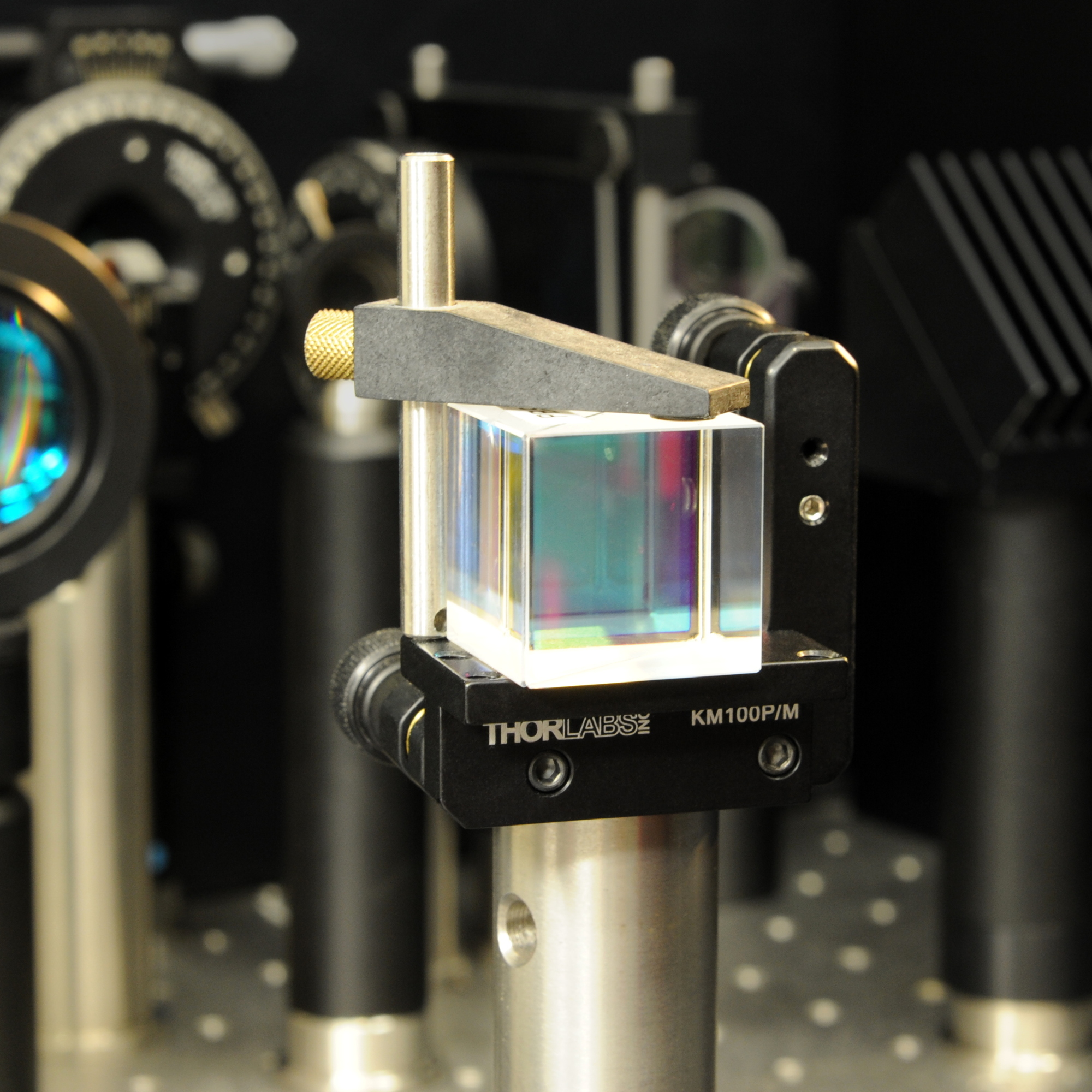
Polarisierender Strahlteilerwürfel
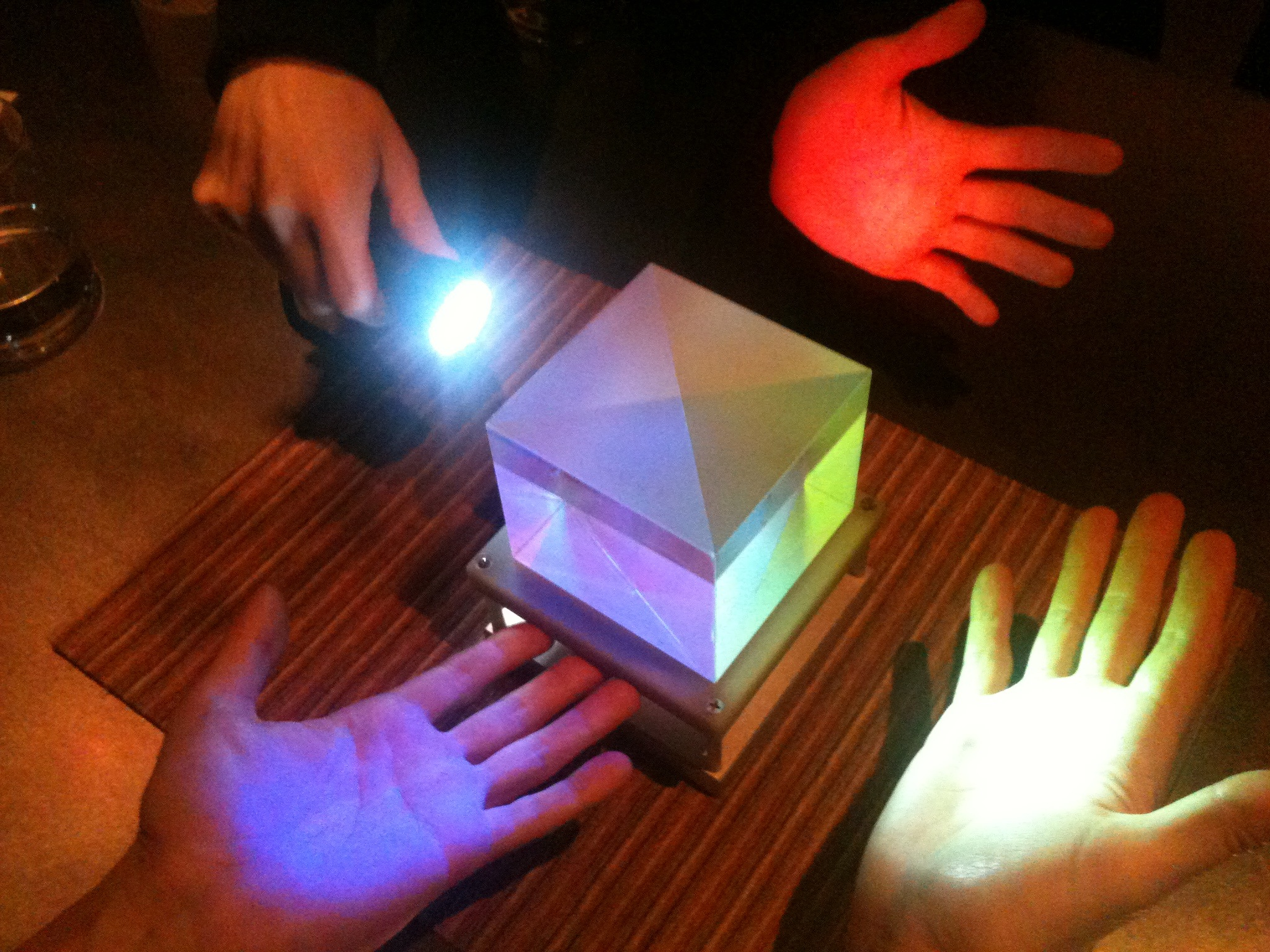
Trichroitischer Strahlteilerwürfel aus 2 dichroitischen Prismen (4 einzelnen Prismen)

## Jones-Formalismus

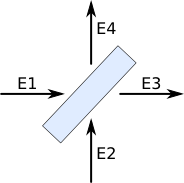
Schema eines Strahlteilers

Wie alle optischen Bauteile besitzt der Strahlteiler eine zugehörige Matrix im Jones-Formalismus.
Für einen verlustlosen Strahlteiler (weder Dispersion noch Absorption) gilt:
{\displaystyle {\begin{pmatrix}E_{3}\\E_{4}\end{pmatrix}}={\begin{pmatrix}t_{31}&r_{32}\\r_{41}&t_{42}\\\end{pmatrix}}{\begin{pmatrix}E_{1}\\E_{2}\end{pmatrix}}}
wobei r und t (im Allgemeinen komplexe) Reflexions- bzw. Transmissionskoeffizienten sind. E1, E2 bzw. E3, E4 sind komplexe Zahlen, die Phase und Amplitude der eingehenden bzw. ausgehenden Lichtstrahlen beschreiben. Aus der Energieerhaltung folgt, dass die Matrix {\displaystyle {\begin{pmatrix}t_{31}&r_{32}\\r_{41}&t_{42}\\\end{pmatrix}}} unitär sein muss.
Für den rechtwinkligen Spezialfall (50:50-Aufteilung der Intensität):
{\displaystyle {\begin{pmatrix}E_{3}\\E_{4}\end{pmatrix}}={\frac {1}{\sqrt {2}}}{\begin{pmatrix}1&i\\i&1\\\end{pmatrix}}{\begin{pmatrix}E_{1}\\E_{2}\end{pmatrix}}}

## Reflexionsstrahlteiler

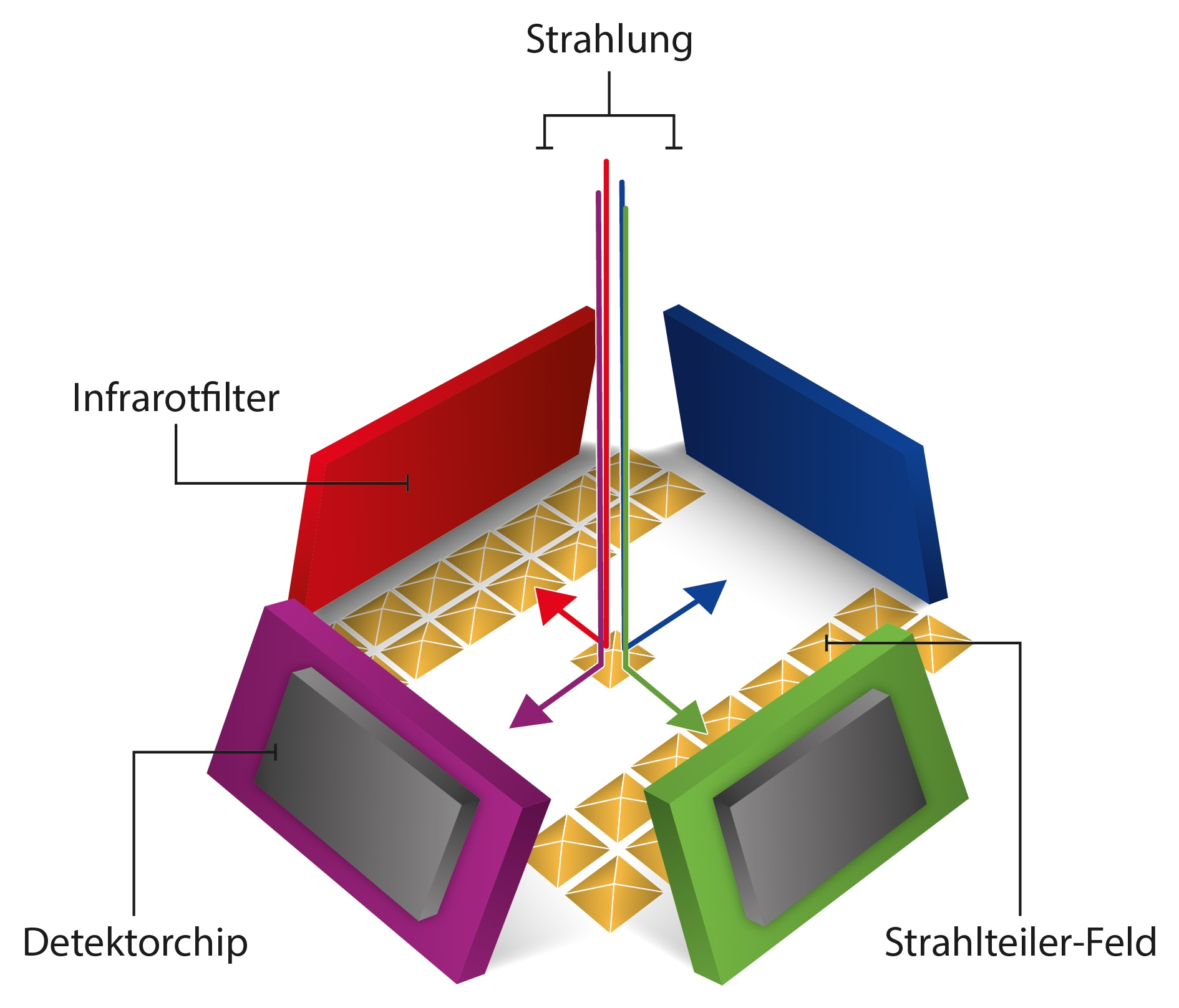
Prinzipzeichnung eines Reflexionsstrahlteilers in einem pyroelektrischen Sensor (vier optische Kanäle)

Reine Reflexionsstrahlteiler reflektieren jeweils Teile der auftreffenden Strahlung in verschiedene Richtungen. Durch geeignete Gestaltung der Reflektoren können exakt gleiche Intensitäten der einzelnen Teilstrahlungsbündel erreicht werden. Anwendung finden solche Strahlteiler unter anderem in optischen Strahlungsdetektoren. Die durch die Aperturöffnung des abgebildeten Detektors eintretende Strahlung wird an hochreflektierenden Mikrostrukturen innerhalb des Detektors in mehrere Strahlungsbündel gleicher Intensität aber unterschiedlicher Richtung getrennt. Anschließend treffen die Bündel jeweils auf ein Sensorelement mit einem vorgeschalteten optischen Filter. Dadurch werden Unterschiede zwischen den Messkanälen und der notwendige Strahlquerschnitt minimiert.